# Station Tarnów Opolski
Station Tarnów Opolski is een spoorwegstation in de Poolse plaats Tarnów Opolski.